# 光子到光子延迟
光子到光子延迟（英語：Photon-to-Photon Latency，缩写为PTP Latency），又称PTP延迟，是扩展现实领域中所用的一种度量指标，用于衡量扩展现实设备透视的速度。其定义为现实事件发生，到扩展现实设备通过透视，将事件显示在显示屏上所需的时间。光子到光子延迟通常用于评价扩展现实设备的视频透视显示（VST）能力。

## 定义

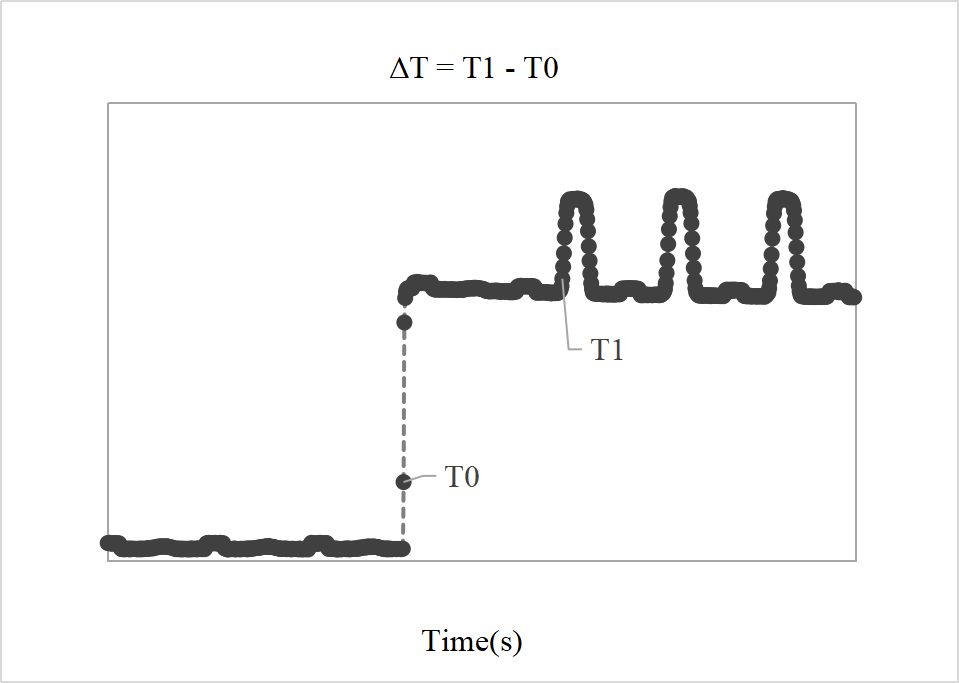
XR设备的光子到光子延迟定义示意图

所指为现实事件发生与扩展现实设备显示屏上显示此事件的时间差：
{\displaystyle \Delta T=T1-T0}
其中
T0为现实事件发生的时间点。
T1为扩展现实设备通过视频透视，在显示屏上显示此事件的时间点。

## 视频透视的光子到光子延时特征

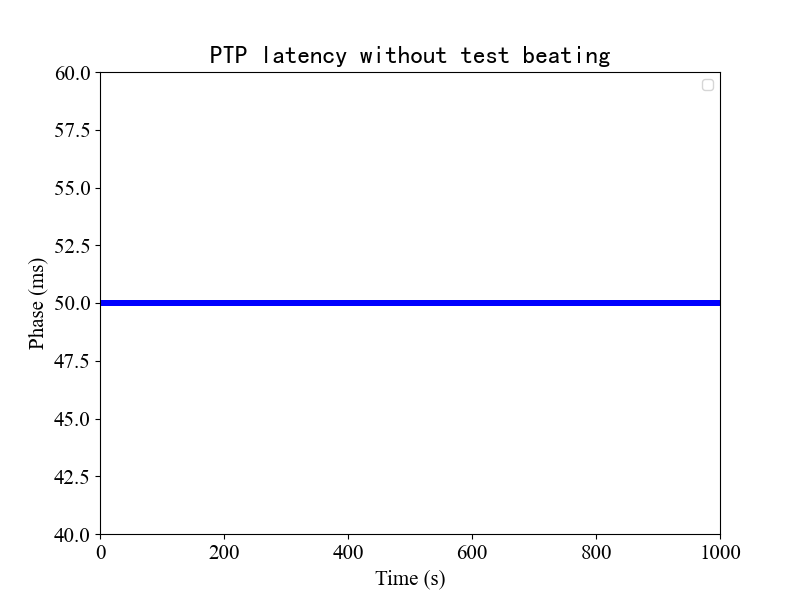
理想状态下视频透视的光子到光子延时分布

对于理想的XR设备，其输入信号、链路传输、最终显示过程为理想情况，没有任何不稳定因素，此时光子到光子延时应为一平稳的分布。
考虑到视频透视技术通过XR设备的摄像头来捕获外界环境，Camera每帧具有特定的曝光时长和帧时长。此时，PTP延时具有以下特征：PTPlatency和测试事件在Camera一帧时长中的发生位置（可以用相位来表示）有关。

即对于间隔一定时间发生的事件event1和event2，若Camera在同一帧曝光下捕获测试事件，则会在同一个时刻（T_readout）被系统传输到后链路，并最终在t_end时刻被同时点亮，二者PTP延时存在差别 Δt = t2 - t1。

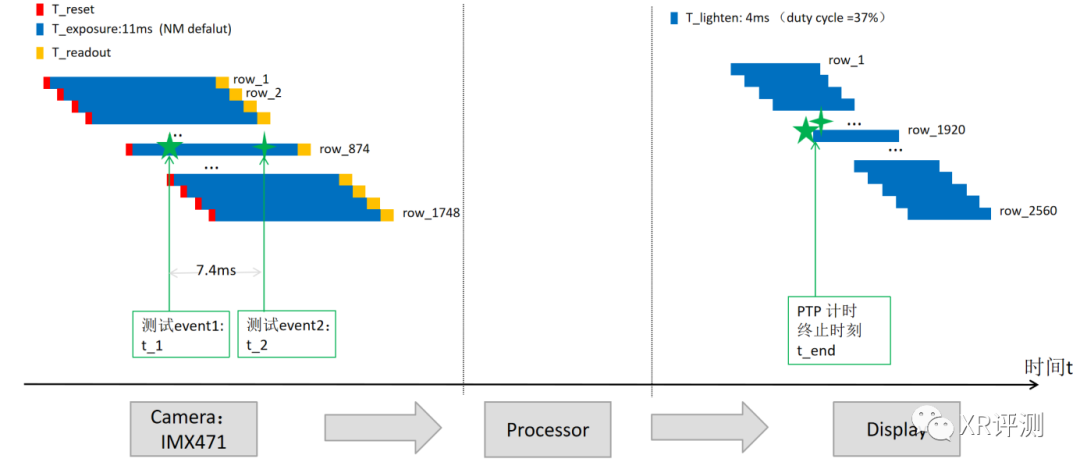
现实事件发生后camera曝光并出图的时序图和机理

所以，不同的相位下，PTP延时特征表现为随机的散点结果，其随机的范围为一帧（对于camera为90帧的XR设备来说，其PTP延时波动范围为1/90s = 11.11ms）。

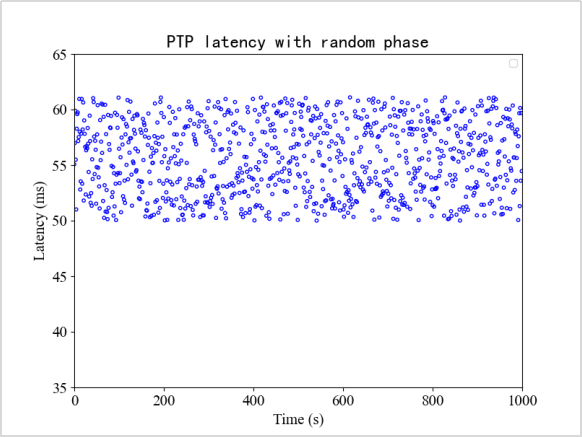
XR设备采用视频透视获取随机发生的现实事件的光子到光子延时

## 光子到光子延迟测试方法

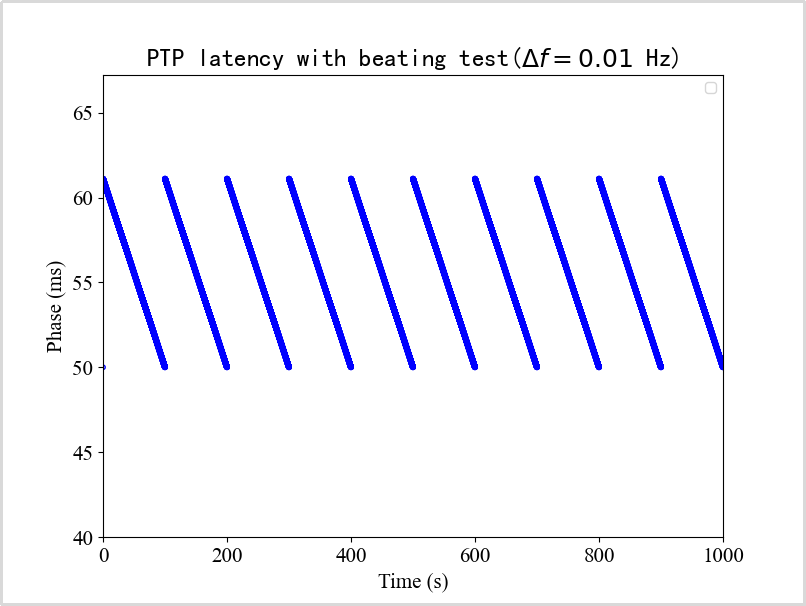
不同测试频率下，PTP延时拍频测试结果（f beat =0.01HZ）

为了严格测试出系统的最大、最小和平均延迟，必须控制测试事件在Camera的一帧时长中，以一种扫描的形式，从前往后进行采样。

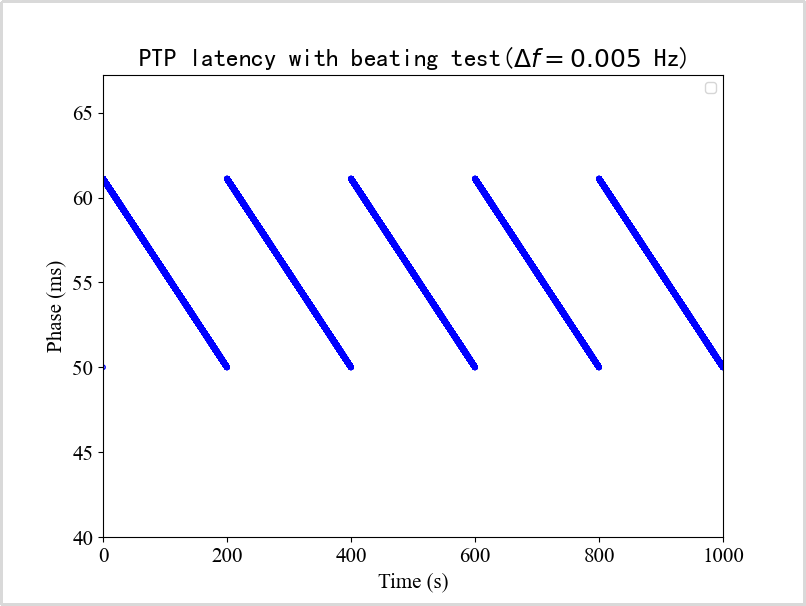
不同测试频率下，PTP延时拍频测试结果（f beat =0.005HZ）

这个扫描的形式，我们可以用拍频的原理来实现：即控制测试事件的发生频率与被测设备（Device Under Test，简称DUT）的Camera帧率之间有轻微的差异，使得每次测试事件在Camera的一帧时长中的发生位置——可以用相位表示——逐渐发生往前或者往后的移动。最后得到如下的拍频测试结果，并且拍频的频率满足公式（对应下图两个数据中不同的拍频周期）：
{\displaystyle f_{\text{beat }}=\left|f_{\text{test }}-f_{DUT}\right|}
PTP延时的测试结果，应该包含最小值、最大值和平均值。

## 各种扩展现实设备的光子到光子延迟
苹果宣称其Apple Vision Pro的光子到光子延迟在12 毫秒内